# Maestro della Pala Sforzesca

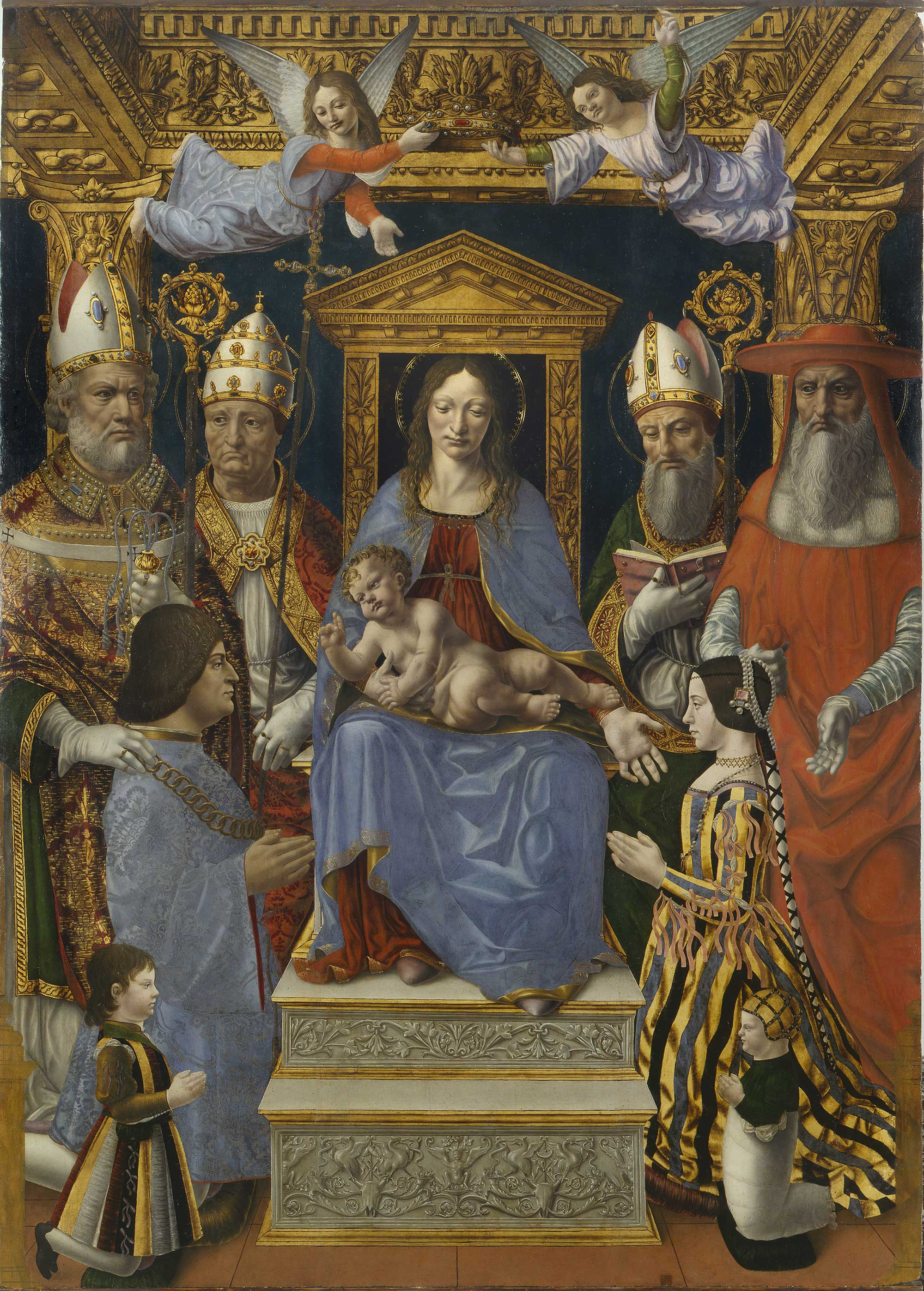
La Pala Sforzesca (1494-1495), Pinacoteca di Brera di Milano

Il Maestro della Pala Sforzesca (XV secolo) è stato un pittore italiano. È stato identificato dalla critica in Giovanni Angelo Mirofoli da Seregno.

## Opere
Attorno alla Pala Sforzesca, dipinta per Ludovico il Moro nel 1494-1495, è stato radunato un gruppetto di opere legate all'autore, che mostra un gusto per la decorazione sfarzosa di matrice tardogotica, una sensibilità al realismo nella rappresentazione delle fisionomie derivata da Vincenzo Foppa, e un'adesione nei tipi fisici ai modelli di Leonardo da Vinci.
Tra queste, gli affreschi del coro della chiesa di San Giorgio ad Annone Brianza (LC), una tavola alla National Gallery (n. d'inventario 4444) raffigurante una Maestà con santi e devoti, un'Annunciazione nella chiesa di Saint-Pierre-aux-Liens a Monts, presso Tours, e una Madonna col Bambino alla Gemäldegalerie di Berlino (n. d'inventario 1433).

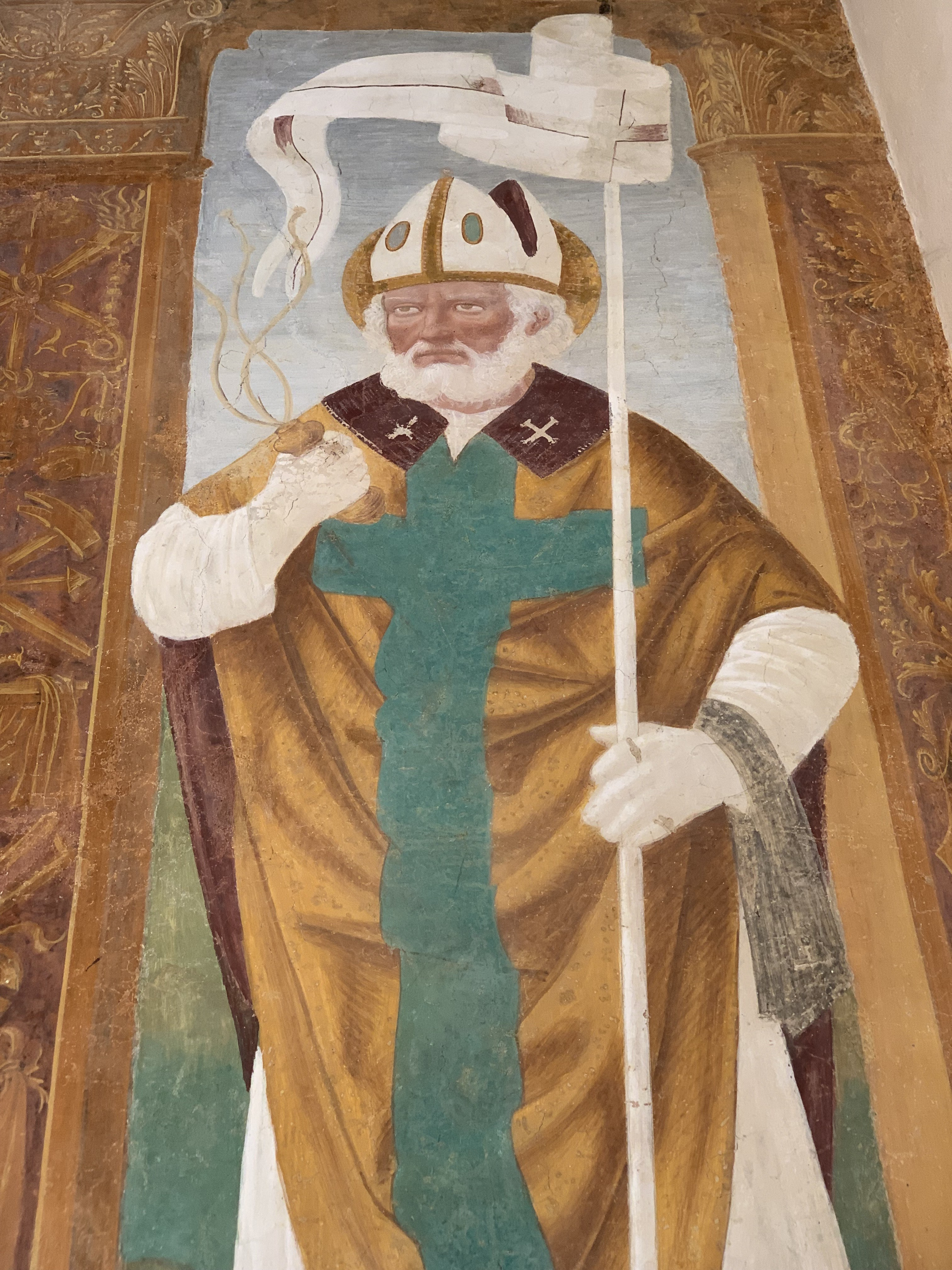
Sant'Ambrogio, particolare degli affreschi nella chiesa di San Giorgio ad Annone Brianza (LC).